# 주말 in 가요
김민정의 주말 in 가요는 TBN 제주교통방송(제주 FM 105.5㎒, 광해악 FM 105.5㎒, 서귀포 FM 105.9㎒)에서 주말 아침 7시부터 8시 53분까지 방송되는 제주 전 지역의 음악 프로그램이다.

## 프로그램 소개
- 주말아침, 교통정보는 물론 날씨와 생활, 제주의 전설과 역사, 핫뉴스 등을 알아보고 즐거운 음악과 사연으로 함께한다.

## 요일 코너

### 토요일
- 오늘 어때요? : 주말 아침을 시작하는 사람들을 위한 날씨와 생활백서
- 제주풍경 : 도민의 일상풍경, 관광객의 풍경, 자연의 풍경을 들여다 본다
- 뉴스따라 잡기 : 한 주간의 주요 뉴스를 정리.(박성우기자)
- 안전운전상식 : 알아두면 요긴한 운전상식 정리와 퀴즈
- 놀멍쉬멍 : 제주의 역사,신화 등 다양한 제주의 문화를 알아본다(좌동열 해설사)

### 일요일
- 오늘 어때요? : 주말 아침을 시작하는 사람들을 위한 날씨와 생활백서
- 제주풍경 : 도민의 일상풍경, 관광객의 풍경, 자연의 풍경을 들여다 본다
- 제주 밖 이야기 : 한주간 핫한 제주밖의 이야기
- 안전운전상식 : 알아두면 요긴한 운전상식 정리와 퀴즈
- 놀멍쉬멍 : 제주의 역사,신화 등 다양한 제주의 문화를 알아본다(좌동열 해설사)